# Better in Time
"Better in Time" é uma canção gravada pela cantora britânica Leona Lewis nos estúdios Chalice Recording sob assistência do produtor sul-africano J. R. Rotem, que também escreveu o conteúdo lírico junto com Andrea Martin. Foi divulgada pela editora discográfica Syco a partir de Março de 2008 como o terceiro single do álbum de estúdio de estreia de Lewis, Spirit (2007). No Reino Unido e Irlanda, o tema foi distribuído como um duplo lado B do single "Footprints in the Sand". Musicalmente, é uma faixa que deriva dos géneros musicais pop e rhythm and blues (R&B) que se desenvolve em um andamento moderado cujas letras retratam uma mulher que não consegue esquecer o seu ex-parceiro, mas sabe que tudo vai ficar melhor com o passar do tempo. Em geral, a canção foi recebida com opiniões positivas pela crítica especialista em música contemporânea, com alguns resenhistas elogiando bastante o desempenho vocal de Lewis e fazendo comparações aos vocais aos da cantora norte-americana Mariah Carey.
Comercialmente, "Better in Time" alcançou um sucesso moderado em todo o mundo, principalmente na Europa, onde atingiu o número dois nas tabelas musicais da Alemanha e do Reino Unido, bem como os dez melhores postos em vários países, incluindo a Austrália, o Canadá, a Irlanda, a Itália e a Nova Zelândia. O vídeo musical para o single foi filmado sob direcção artística de Sophie Muller em meados de Fevereiro de 2008. Ele apresenta imagens da cantora interpretando a canção na frente de vários set-ups fotográficos, e mostra o que acontece por detrás das cenas dos mesmos. Lewis promoveu a canção em vários programas de televisão, inclusive os talk shows Good Morning America e Live with Regis and Kelly, e ainda na cerimónia de entrega de prémios American Music Awards de 2008. Além disso, a canção foi inclusa no repertório da sua digressão de estreia, The Labyrinth, em 2010. A obra recebeu uma nomeação aos BRIT Awards na categoria "Melhor Single Britânico".

## Antecedentes e lançamento
A 29 de Janeiro de 2008, Lewis anunciou na sua página online que duas canções de Spirit — "Better in Time" e "Footprints in the Sand" — seriam lançadas como um single duplo a 10 de Março seguinte, fazendo destes dois o terceiro single do álbum a ser divulgado no Reino Unido, após "A Moment Like This" (2006) e "Bleeding Love" (2007). O single duplo foi lançado em prol da Sport Relief, uma instituição de caridade bienal organizada pela Comic Relief e pela BBC Sport, que seleccionou "Footprints in the Sand" para ser o single oficial. "Better in Time" foi também divulgado como o segundo single internacional de Lewis, que recebeu uma nova produção para acompanhar o seu lançamento. A canção "You Bring Me Down" foi inclusa no lançamento em maxi single na Austrália e em CD single nos Estados Unidos como um lado B.

## Estrutura musical e conteúdo
"Better in Time" foi composta pelo produtor musical sul-africano Jonathan Rotem em colaboração com Andrea Martin. A produção e os arranjos de música pop e rhythm and blues (R&B) ficaram a cargo de Rotem. Uma faixa de andamento moderado definida no compasso de tempo comum que se desenvolve no metrónomo de oitenta batimentos por minuto, foi composta na tonalidade de Sol maior, com o alcance vocal de Lewis indo desde a nota baixa de Dó4 até à nota alta de Si5. De acordo coma partitura publicada na página Musicnotes.com pela Sony/ATV Music Publishing, "Better in Time" segue a sequência harmónica de Fá—Lá menor—Ré menor—Fá/Dó—Si♭ como a sua progressão de acordes. A letra da música retrata uma protagobista que não consegue esquecer o seu ex-parceiro mas, no final, reconhece que "tudo vai ficar melhor com o passar do tempo."

## Recepção crítica

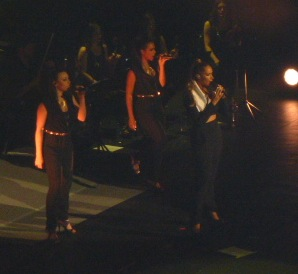
Leona Lewis, Better in Time/Man Down, Royal Albert Hall, 9th May, Glassheart Tour 2013

Em geral, "Better in Time" foi recebida com opiniões positivas pelos críticos especialistas em música contemporânea. Na sua análise de Spirit para o jornal The Korea Times, Chung Ah-Young descreveu o single como "uma das melhores faixas [do álbum], com sons impressionantes de piano harmonizados com vocais poderosos." Alex Fletcher, para o blogue britânico Digital Spy, viu a canção como "uma situação branda," com o "seu piano e o groove de R&B a descansarem desconfortavelmente ao lado cremoso do estilo vocal de Lewis." Fraser McAlpine, crítico musical da BBC, atribuiu a "Better in Time" três estrelas de um máximo de cinco, comentando que "a música é muito fixe, bastante melodiosa, sem nunca ir a lugar algum e, apesar das qualidades vocais de Leona quase parecidas com Mariah Carey, ela nunca alcança completa e mentalmente o departamento de breakdancing da garganta de Mariah." Chuck Taylor, para a revista norte-americana Billboard, fez uma análise positiva, afirmando que a canção é de "calibre igual à sua antecessora ["Bleeding Love"], com um gancho de audição única, melodia elegante, uma letra sobre cura e a versatilidade vocal emocional inquestionável de Lewis." Sarah Rodman, para o jornal The Boston Globe, considerou o tema "uma ruminação de 'Love Takes Time'" e, junto com outra canção do álbum ("I Will Be"), descreveu-a como "previsível." Sean Fennessey, para a revista Vibe, observou que a faixa "é a melhor coisa [sobre o álbum], é educada e leva cerca de três minutos para sair do chão."
"Better in Time" foi posicionada no quarto lugar da lista dos "10 Melhores Singles de 2008" pela revista americana Entertainment Weekly e, na cerimónia de 2009 dos prémios BRIT, recebeu uma nomeação na categoria "Melhor Single Britânico", tendo mais tarde sido inclusa no álbum de compilação da cerimónia.

## Divulgação
O vídeo musical para "Better in Time" foi filmado em Londres na Hampton Court House School sob realização da britânica Sophie Muller em Fevereiro de 2008, tendo o seu lançamento ocorrido no final do mesmo mês. Inspirado por desenho de moda, o vídeo vê Lewis a interpretar em frente de set-ups fotográficos não relacionados e mostra o que acontece nos bastidores de uma sessão de fotos. Em algumas partes do vídeo, a vocalista é mostrada diante de um cavalo.
A canção foi interpretada ao vivo pela primeira vez no programa de televisão Dancing on Ice, transmitido a 9 de Março de 2008. A cantora também cantou os dois lados do single na cerimónia do Sport Relief, transmitida pelo BBC One a 14 de Março, no programa de televisão matutino Good Morning America a 4 de Abril, e no nocturno Jimmy Kimmel Live! juntamento com "Bleeding Love". A 3 de Setembro de 2008, Lewis cantou a música no Live with Regis and Kelly e, a 1 de Outubro, no episódio final da temporada de America's Got Talent. A canção foi reproduzida no episódio "Lucky Strike" da série de televisão 90210, transmitido a 9 de Setembro. A 24 de Novembro, Lewis interpretou a canção nos prémios de música norte-americana de 2008. Em Maio de 2010, a música foi adicionada ao repertório de sua digressão The Labyrinth como a quarta música do alinhamento e ainda no álbum ao vivo da digressão, The Labyrinth Tour – Live at The O2 (2010).

## Faixas & Formatos
| - ;Maxi single (Austrália) and UK Sport Relief CD single 1. "Better in Time" – 3:55 2. "Footprints in the Sand" – 4:09 3. "You Bring Me Down" – 3:54 - ;CD single (Syco), CD single (RCA), Maxi single, e CD single (Suíça) 1. "Better in Time" (Single Mix) – 3:55 2. "Footprints in the Sand" (Single Mix) – 3:58 - ;Premium single (Alemanha) 1. "Better in Time" (Single Mix) – 3:55 2. "Footprints in the Sand" (Single Mix) – 3:58 3. "Bleeding Love" (Moto Blanco Remix Radio Edit) – 3:40 4. "Better in Time" (Video) – 3:58 | - ;Maxi single (Suíça) 1. "Better in Time" (Single Mix) – 3:55 2. "Footprints in the Sand" (Single Mix) – 3:58 3. "Bleeding Love" (Moto Blanco Remix Radio Edit) – 3:40 - ;CD single (EUA) 1. "Better in Time" (Single Mix) – 3:55 2. "Footprints in the Sand" (Single Mix) – 3:58 3. "You Bring Me Down" – 3:54 |

## Créditos e pessoal
Os seguintes créditos foram adaptados do encarte do álbum Spirit (2007):
| "Better in Time" - Leona Lewis – vocais principais - Jonathan Reuven Rotem – instrumentação, arranjos, composição, produção - Greg Ogan – gravação - Andrea Martin – composição - Vlado Meller – masterização - Serban Ghenea – misturador - John Hanes – engenharia - Tim Roberts – assistência de engenharia | "You Bring Me Down" - Leona Lewis – vocais principais, composição - Salaam Remi – baixo, piano, bateria, composição - Vincent Henry – saxofone, flauta, clarinete - Bruce Purse – trompete, baixo trompete - Vlado Meller – masterização - Manny Marroquin – misturador - Taj Jackson – produção vocal, composição - Gleyder "Gee" Disla – gravação - Franklin "Esoses" Socorro – gravação |

## Desempenho nas tabelas musicais

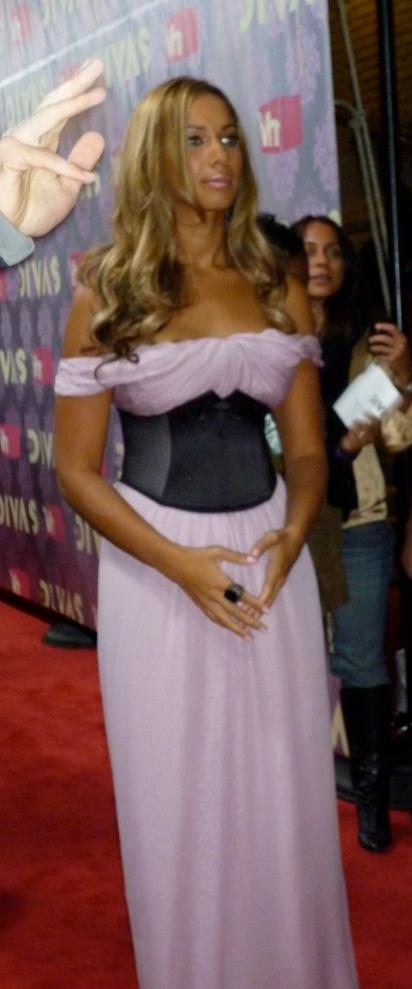
Lewis no tapete vermelho do 2009 VH1 Divas.

O duplo lado-A "Better in Time" e "Footprints in the Sand" estreou no número setenta e quatro no UK Singles Chart em 1 de Março de 2008, aumentou trinta e seis lugares, e estreou no top quarenta na semana seguinte, no número trinta e oito. Em sua quarta semana, a canção alcançou a posição número dois, vendendo 40.476 cópias e peredendo por um ponto do número de "Mercy" de Duffy. Com isso, este tornou-se o terceiro single de Lewis para chegar ao top cinco. "Better in Time" e "Footprints in the Sand" foram certificados com prata pela British Phonographic Industry (BPI). Nas paradas Australianas, "Better in Time", estreou no número trinta e dois em 27 de Abril de 2008, alcançando o top dez duas semanas depois, seu segundo single a conseguir este feito. No dia 25 de Maio de 2008 o single alcançadou seu pico de posição, no número seis, e permaneceu no top cinquenta por dezoito semanas. A canção foi certificada ouro pela Australian Recording Industry Association (ARIA). Estreou no número trinta e quatro na RIANZ da Nova Zelândia em 17 de Março de 2008, eventualmente alcançando o número nove, depois de cinco semanas, e por sua sétima semana subiu para o número seis, tornando-se seu segundo consecutivo hit top 10 no país. "Better in Time" e "Footprints in the Sand" estrearam na paradas alemãs em 16 de Junho de 2008, no número cinco. Embora caiu dos dez primeiros na semana seguinte, conseguiu atingir o top cinco na semana que terminou em 27 de Julho de 2010, e subiu para a posição número dois em dias subsequentes. "Better in Time" entrou nas paradas Alemãs em 22 de Fevereiro de 2009, no número setenta e nove, onde permaneceu por três semanas. Obteve a certificação de ouro pela Musikindustrie Bundesverband (BVMI). Na Dinamarca "Better in Time" entrou nas paradas no número 29 em 9 de Maio de 2008, e conseguiu subir 23 lugares nas próximas duas semanas. Em 6 de Junho de 2008, o single atingiu a posição número três. Na próxima semana, ele caiu dois lugares, mas retomou ao seu pico, e a música continuou nessa posição por três semanas. Mais tarde, a International Federation of the Phonographic Industry (em português:  Federação Internacional da Indústria Fonográfica) (IFPI) certificou o single com ouro.
"Better in Time" e "Footprints in the Sand" estrearam e no número oito na European Hot 100 Singles na semana que terminou em 29 de Março de 2008, tornando-se a maior estreia da semana. Além disso, "Better in Time" também foi um sucesso na parada, o single eventualmente chegou a número sete na parada na semana que terminou em 2 de Agosto de 2008. Na Suíça, o single entrou no número treze, tornando-se o maior lançamento da semana. Em 27 de Julho de 2008, na sua nona semana, atingiu o seu pico na posição em número cinco, tornando-se o segundo top cinco de Lewis no país. Conseguiu ficar no top dez por onze semanas e foi visto pela última vez na parada, em 22 de Março de 2009, 42 semanas após sua estreia. Na semana que terminou em 26 de Abril de 2008, "Better in Time", estreou no número sessenta e dois na Billboard Hot 100, na mesma semana em que o seu anterior single, "Bleeding Love" estava no topo da parada. Na próxima semana, saiu da parada, mas depois voltou a entrar no Hot 100 no número setenta e cinco, se tornando a melhor volta da semana. A canção alcançou a posição onze na sua décima quarta semana, onde permaneceu por mais uma semana. Em outras paradas dos Estados Unidos, "Better in Time" alcançou a posição número quatro no Adult Top 40, noventa e nove no Hot R&B/Hip Hop Songs, três no Mainstream Top 40, e no número quatro no Adult Contemporary, onde passou 52 semanas. O single se tornou o 17° a vender melhor em 2008 na Áustria, bem como o vigésimo segundo na Alemanha e Suíça, o trigésimo sexto na Nova Zelândia, trigésimo sétimo no Reino Unido, quinquagésimo quinto na Austrália, quinquagésimo nono na Europa, sexagésimo quarto na Holanda, e septuagésimo segundo na Flanders, uma região da Bélgica.
| Parada (2008)                                                         | Posição |
| --------------------------------------------------------------------- | ------- |
| Austrália — ARIA Charts                                               | 6       |
| Áustria — Ö3 Austria Top 75                                           | 3       |
| Bélgica (Flandres) — Ultratop 50                                      | 12      |
| Bélgica (Valónia) — Ultratop 40                                       | 12      |
| Canadá — Canadian Hot 100 (Billboard)                                 | 9       |
| Chéquia — IFPI                                                        | 3       |
| Dinamarca — Tracklisten                                               | 3       |
| — European Hot 100 Singles                                            | 7       |
| — European Hot 100 Singles com "Footprints in the Sand"               | 8       |
| Finlândia — Suomen virallinen lista                                   | 13      |
| Alemanha — Media Control Charts                                       | 79      |
| Alemanha — Media Control Charts · com "Footprints in the Sand"        | 2       |
| Irlanda — IRMA                                                        | 4       |
| Itália — Federazione Industriale Musica Italiana                      | 4       |
| Japão — Japan Hot 100 (Billboard)                                     | 16      |
| Países Baixos — Mega Single Top 100                                   | 21      |
| Nova Zelândia — RIANZ                                                 | 6       |
| Noruega — VG-lista                                                    | 19      |
| Eslováquia — IFPI                                                     | 5       |
| Espanha (PROMUSICAE)                                                  | 14      |
| Suécia (Sverigetopplistan)                                            | 5       |
| Suíça (Media Control AG)                                              | 5       |
| UK Singles (The Official Charts Company) com "Footprints in the Sand" | 2       |
| Billboard Hot 100                                                     | 11      |
| Adult Contemporary                                                    | 4       |
| Adult Top 40                                                          | 6       |
| Hot R&B/Hip-Hop Songs                                                 | 99      |
| Mainstream Top 40                                                     | 3       |

| Parada (2008)                    | Posição |
| -------------------------------- | ------- |
| Australian Singles Chart         | 55      |
| Austria Top 75 Singles           | 17      |
| Belgian Singles Chart (Flanders) | 72      |
| Belgian Singles Chart (Wallonia) | 93      |
| Dutch Top 40                     | 64      |
| European Hot 100 Singles         | 59      |
| German Singles Chart             | 22      |
| New Zealand Singles Chart        | 36      |
| Swiss Singles Chart              | 22      |
| UK Singles Chart                 | 37      |

| Região      | Certificador | Certificação |
| ----------- | ------------ | ------------ |
| Austrália   | ARIA         | Ouro         |
| Dinamarca   | IFPI         | Ouro         |
| Alemanha    | BVMI         | Ouro         |
| Reino Unido | BPI          | Prata        |

## Histórico de lançamento
| Região         | Data                | Gravadora            | Formato                     | ref                |
| -------------- | ------------------- | -------------------- | --------------------------- | ------------------ |
| Reino Unido    | 9 de Março de 2008  | Syco Music           | Download Digital            | [ 1 ]              |
| Reino Unido    | 10 de Março de 2008 | Syco Music           | CD single                   | [ 1 ] [ 3 ] [ 79 ] |
| Canadá         | 11 de Março de 2008 | Sony BMG, Syco Music | CD single, download digital | [ 34 ]             |
| Estados Unidos | 11 de Março de 2008 | Sony BMG, Syco Music | CD single, download digital | [ 80 ]             |
| Austrália      | 19 de Abril de 2008 | Sony BMG, Syco Music | CD single, download digital | [ 30 ]             |
| Suíça          | 16 de Maio de 2008  | Sony BMG, Syco Music | Maxi single                 | [ 33 ]             |
| Suíça          | 23 de Maio de 2008  | Sony BMG, Syco Music | CD single, download digital | [ 31 ]             |
| Alemanha       | 30 de Maio de 2008  | Ariola               | CD single, maxi single      | [ 32 ]             |
| União Europeia | 3 de Junho de 2008  | Sony BMG Europe      | CD single, download digital | [ 81 ]             |
| Japão          | 6 de Junho de 2008  | Sony BMG Europe      | CD single, Maxi single      | [ 82 ]             |
| Austrália      | 5 de Julho de 2008  | Sony BMG, Syco Music | Maxi single                 | [ 29 ]             |
| Estados Unidos | 15 de Julho de 2008 | J, RCA               | Airplay                     | [ 83 ]             |